# Denkende Roboter
Denkende Roboter (Originaltitel: Robots pensants) ist eine 1962 veröffentlichte Science-Fiction-Erzählung des englisch-französischen Autors George Langelaan, die 1976 verfilmt wurde.

## Handlung
Die junge Pianistin Penny Vanderwood macht 1961 eine makabre Entdeckung. Die Schachzüge des Roboters (genauer: Androids), die sie beim Grafen Saint Germain beobachtet, gleichen denen ihres vor wenigen Monaten verschwundenen Verlobten Robert. Zusammen mit ihrem Verehrer Lewis Armight legt die besorgte Penny dem Grafen, der menschliche Gehirne in Androiden einbaut und aus ihr einen Klavierandroiden bauen will, nach einer Reihe gruseliger Ereignisse das Handwerk.

## Hintergrund
Die Erzählung bezieht sich direkt auf Edgar Allan Poes Essay Maelzel's Chess-Player (1836), in dem sich Poe mit dem alsSchachtürke bezeichneten vorgeblichen Schachroboter aus dem 18. Jahrhundert auseinandersetzt. Lagelaan vertritt in seiner Erzählung noch den Standpunkt, ein Schach spielender Roboter sei nicht herstellbar, obwohl an der Entwicklung von Schachprogrammen um 1960 bereits gearbeitet wurde.

## Verfilmung
1976 entstand unter der Regie von Michel Subiela der französische Film Schach dem Roboter mit Claude Jade als Penny.

## Ausgaben
- Erstdruck: Robots pensants. In: George Langelaan: Nouvelles de l'anti-monde. Robert Laffont, Paris 1962.
- Deutsche Erstübersetzung: Denkende Roboter. In: George Langelaan: Die Fliege und andere Erzählungen aus der phantastischen Wirklichkeit. Scherz 1963. Taschenbuchausgabe: dtv 1965, S. 125–156.